# Leucomicra
Leucomicra är ett släkte av fjärilar. Leucomicra ingår i familjen mätare.
Kladogram enligt Catalogue of Life:
| Leucomicra | \| \| Leucomicra fuscaria \| \| \| \| \| \| Leucomicra leucospilaria \| \| \| \| |
|            | \| \| Leucomicra fuscaria \| \| \| \| \| \| Leucomicra leucospilaria \| \| \| \| |
|            | Leucomicra fuscaria                                                              |
|            |                                                                                  |
|            | Leucomicra leucospilaria                                                         |
|            |                                                                                  |